# أستراليا في الألعاب الأولمبية الصيفية 1896
شارك رياضيّ واحد من فيكتوريا، وهي مستعمرة بريطانية أصبحت لاحقًا جزءً من أستراليا في الألعاب الأولمبية الصيفية 1896 في أثينا، اليونان، وهو ادوين فلاك والذي ولد في إنجلترا وأقام معظم حياته في أستراليا، وتعتبره اللجنة الأولمبية الدولية أيضًا رياضيًا أستراليًا.
استخدمت المستعمرات الأسترالية علم الاتحاد في الألعاب، كما هو حال بريطانيا العظمى وأيرلندا.
شارك فلاك في خمس أحداث، وحقق ثلاث ميداليات، إلا أن ميداليته البرونزية في أحداث التنس الجماعية احتسبت للفرق المختلطة.

## الميداليات
| الميدالية | الرياضيّ    | الرياضة                | الحدث               |
| --------- | ---------- | ---------------------- | ------------------- |
| ذهبية     | ادوين فلاك | Athletics [الإنجليزية] | 800 m [الإنجليزية]  |
| ذهبية     | ادوين فلاك | Athletics [الإنجليزية] | 1500 m [الإنجليزية] |

## النتائج حسب الحدث

### ألعاب القوى
| الرياضيّ    | الحدث                 | التصفيات | التصفيات | النهائي | النهائي |
| الرياضيّ    | الحدث                 | النتيجة  | الترتيب  | النتيجة | الترتيب |
| ---------- | --------------------- | -------- | -------- | ------- | ------- |
| ادوين فلاك | 800 m [الإنجليزية]    | 2:10.0   | 1        | 2:11.0  |         |
| ادوين فلاك | 1500 m [الإنجليزية]   | -        | -        | 4:33.2  |         |
| ادوين فلاك | Marathon [الإنجليزية] | -        | -        | DNF     | -       |

### التنس
| اللاعب     | الحدث                | الدور الأول                | ربع النهائي   | نصف النهائي   | النهائي       | النهائي |
| اللاعب     | الحدث                | الخصم النتيجة              | الخصم النتيجة | الخصم النتيجة | الخصم النتيجة | الترتيب |
| ---------- | -------------------- | -------------------------- | ------------- | ------------- | ------------- | ------- |
| ادوين فلاك | Singles [الإنجليزية] | Akratopoulos (اليونان) · L | لم يتأهل      | لم يتأهل      | لم يتأهل      | 8       |

| البلد   | ف | خ | النسبة |
| ------- | - | - | ------ |
| اليونان | 0 | 1 | .000   |
|         |   |   |        |
| المجموع | 0 | 1 | .000   |

## روابط خارجية
- اللجنة الأولمبية الأسترالية